# Gionata Bernasconi
Gionata Bernasconi (Mendrisio, 23 dicembre 1970) è uno scrittore svizzero residente a Bellinzona.

## Biografia
Nasce a Mendrisio, in Svizzera. Dopo aver vissuto tra Avignone e Ginevra, maturando esperienze come educatore specializzato in autismo, si stabilisce nel Canton Ticino dove abbina, alla sua attività di scrittore, incontri e laboratori nelle scuole sul tema della scrittura creativa.  
Dal 2016 è docente presso la SSSEI (Scuola Superiore Specializzata per Educatori della Prima Infanzia) e in altri Istituti di formazione per adulti, dove conduce lezioni sulla creatività e letteratura per l'infanzia. 
I racconti di Gionata Bernasconi sono pubblicati in Italia e Svizzera, tra gli altri da Einaudi Ragazzi, Carthusia Editore, Edizioni EL, Emme Edizioni, Armando Editore. Alcuni racconti sono stati tradotti in altre lingue ed hanno avuto riconoscimenti in varie parti del Mondo.

## Opere (parziale)

### Narrativa per l'infanzia
- OCEANO, Einaudi Ragazzi, 2025
- Tre profezie ai bordi del Ceresio (La Banda dei Cedri), Salvioni Editore, 2023
- Giochi pericolosi all'ombra dei Castelli (La Banda dei Cedri), illustrazioni di Giuseppe Ferrario, Salvioni Editore, 2022
- La Bambina e la Tigre, illustrazioni di Giuseppe Ferrario, Einaudi Ragazzi, 2021
- Occhio al Bradipo, Emme Edizioni, 2021
- Quell'asino di mio nonno, illustrazioni di Fabiano Fiorin, Emme Edizioni, 2020
- Il Re del Mercato (Libro + DVD), Edizioni Fondazione Ares, 2018
- Samir e il Sultano, illustrazioni di Giuseppe Ferrario, Edizioni E.L., 2017
- Storie divertenti di animali sorprendenti, illustrazioni di Enrico Scheri, Einaudi Ragazzi, 2016
- Il Mistero delle monete appiccicose, illustrazioni di Giuseppe Ferrario, Edizioni E.L., 2016
- Storie divertenti di animali stravaganti, illustrazioni di Enrico Scheri, Einaudi Ragazzi, 2015
- Martino Piccolo Lupo, illustrazioni di Simona Mulazzani, Carthusia Edizioni, 2015
- Dove scappi Matilde, Emme Edizioni, 2015
- Chi ha rapito la Baronessa Augusta, illustrazioni di Chiara Nocentini, Edizioni E.L., 2014
- Storie divertenti di animali intelligenti, illustrazioni di Enrico Scheri, Einaudi Ragazzi, 2013
- Lucia e il Brigante, Einaudi Ragazzi, 2013
- L'Onorevole Pasquale Maiale, illustrazioni di Barbara Bongini, Edizioni E.L., 2012
- Alce Adalberto e la missione segreta, Emme Edizioni, 2011
- Bettina tacchina e la danza del Pavone, Einaudi Ragazzi, 2011
- Il Presidente della foresta, Emme Edizioni, 2010
- Berta e Girolamo, Emme Edizioni, 2007
- L'Elefante dal Fiore in testa, Edizioni Ulivo, 2006

### Libri a tematica sociale
- Campanelli Verdi e Rossi, Manuale di screening precoce per l'autismo (con Nicola Rudelli e Chiara Lombardoni), Edizioni Fondazione Ares, 2019
- Il Re del Mercato (Libro + DVD) con contenuti speciali per parlare di autismo in classe, Edizioni Fondazione Ares, 2018
- Lettere a Gino (satira sociale), Armando Editore, 2009

### Libri Tradotti
- The King of the Market, (traduzione in inglese di Il Re del Mercato), Edizioni Fondazione Ares, 2018
- Le Roi du Marche, (traduzione in francese di Il Re del Mercato), Edizioni Fondazione Ares, 2018
- Der König des Markets, (traduzione in tedesco di Il Re del Mercato), Edizioni Fondazione Ares, 2018
- Berta en Giovanni (Traduzione in olandese di Berta e Girolamo), Tutti Books, 2013
- 我是森林大总统, (Traduzione in cinese di Il Presidente della Foresta), 2012
- Berta ve Girolamo (traduzione in turco di Berta e Girolamo), Kan, 2012
- Ormanin Başkanı (traduzione in turco di Il Presidente della Foresta), Kan, 2012

## Filmografia

### Sceneggiatore
- Il re del mercato, regia di Joel Fioroni - cortometraggio (2018)

## Riconoscimenti
- 2018 - Premio al merito culturale, Città di Bellinzona[2]
- 2017 - 1º Premio Castelli di Carta, (Biblioteca Cantonale di Bellinzona) per il testo inedito Sotto il Ciliegio[3]
- 2017 - 1º Premio Award of Excellence (La Jolla, California) per il cortometraggio The King of The Market[4]
- 2014 - 1º Premio Gigante delle Langhe, per il Libro Lucia e il Brigante (Einaudi Ragazzi)[5]
- 2008 - 1º Premio Verghereto per il libro Berta e Girolamo, Emme Edizioni
- 2018 - 3º Premio Signature Projet Contest Kiwanis (Las Vegas), per il libro Martino Piccolo Lupo, Carthusia Edizioni[6]
- 2018 - Semifinalista Cine Fest (Los Angeles), per il Cortometraggio The Kin of The Market[7]
- 2018 - Selezione Ufficiale Giffoni Film Festival, per il cortometraggio Il Re del Mercato